# کوهی اوکونو
کوهی اوکونو (انگلیسی: Kohei Okuno؛ زادهٔ ۳ آوریل ۲۰۰۰) بازیکن فوتبال اهل ژاپن است.
از باشگاه‌هایی که در آن بازی کرده‌است می‌توان به باشگاه فوتبال گامبا اوساکا اشاره کرد.